# 大田 (津山市)
大田（おおだ）は岡山県津山市にある地名。郵便番号は708-0806。

## 地理
東苫田地区の北西端に位置する。北は東一宮、下横野、西は上河原、南は沼、東は紫保井に接する。

### 河川
- 横野川

## 歴史

### 沿革
- 1889年6月1日 - 町村制施行に伴い、東南条郡大田村が勝部村、志戸部村、沼村、籾保村と合併し、東苫田村となる。大田村は大字大田となる。
- 1900年4月1日 - 東南条郡が東北条郡、西西条郡、西北条郡と合併し、苫田郡となる。
- 1941年2月11日 -苫田郡東苫田村が久米郡佐良山村とともに津山市へ編入される。

## 世帯数と人口
2021年（令和3年）1月1日現在の世帯数と人口は以下の通りである。
| 町丁 | 世帯数  | 人口    |
| ---- | ------- | ------- |
| 大田 | 645世帯 | 1,627人 |

## 小・中学校の学区
市立小・中学校に通う場合、学区は以下の通りとなる。
| 番地 | 小学校             | 中学校             |
| ---- | ------------------ | ------------------ |
| 全域 | 津山市立弥生小学校 | 津山市立北陵中学校 |

## 交通

### 道路
- 岡山県道452号小原船頭線
- 岡山県道478号大田上横野線

## 施設
- 津山市立弥生小学校
- 津山市立北陵中学校
- グリーンヒルズ津山